# Osteocephalus taurinus
A Osteocephalus taurinus a kétéltűek (Amphibia) osztályának békák (Anura) rendjébe és a levelibéka-félék (Hylidae) családjába tartozó faj.

## Előfordulása
A faj Bolíviában, Brazíliában, Kolumbiában, Ecuadorban, Francia Guyanában, Guyanában, Peruban, Suriname-ban és Venezuelában él. Természetes élőhelye a szubtrópusi vagy trópusi száraz erdők, szubtrópusi vagy trópusi nedves síkvidéki erdők, nedves szavannák, folyók, időszaki édesvizű mocsarak, csatornák, árkok. A fajt élőhelyének elvesztése fenyegeti. Megfigyelések szerint bufotenint képes kiválasztani.